# Iraft
Iraft (bland Yraft) är en sjö i Arjeplogs kommun i Lappland som ingår i Umeälvens huvudavrinningsområde. Vid sjön ligger orten Adolfsström. I sjöns sydvästra del mynnar Yraftdeltat där semesterbyn Bäverholmen återfinns. Sjön är 28 meter djup, har en yta på 3,06 kvadratkilometer och befinner sig 455,6 meter över havet. Iraft ligger i Laisälven Natura 2000-område. Kungsleden går längs Irafts norra strand, rundar Ahaviken i nordväst och passerar Bäverholmen.

## Delavrinningsområde
Iraft ingår i delavrinningsområde (735494-153511) som SMHI kallar för Utloppet av Iraft. Medelhöjden är 594 meter över havet och ytan är 46,63 kvadratkilometer. Räknas de 48 avrinningsområdena uppströms in blir den ackumulerade arean 1 195,77 kvadratkilometer. Laisälven som avvattnar avrinningsområdet har biflödesordning 3, vilket innebär att vattnet flödar genom totalt 3 vattendrag innan det når havet efter 444 kilometer. Avrinningsområdet består mestadels av skog (66 procent) och kalfjäll (16 procent). Avrinningsområdet har 3,84 kvadratkilometer vattenytor vilket ger det en sjöprocent på 8,2 procent.

## Galleri

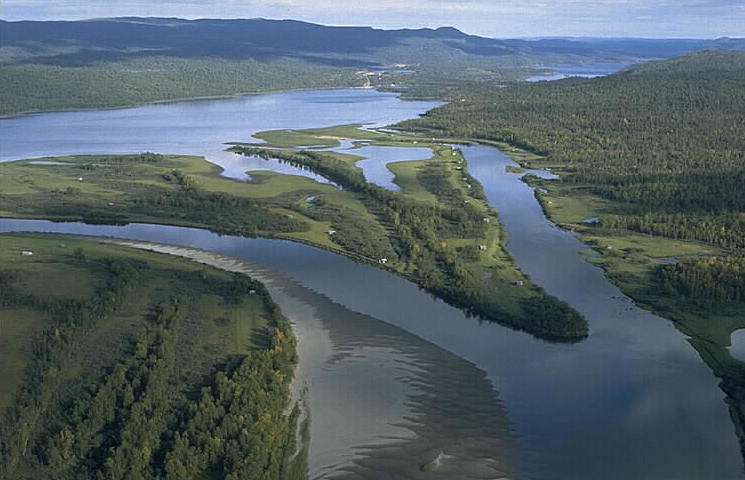
Iraftdeltat september 1995.
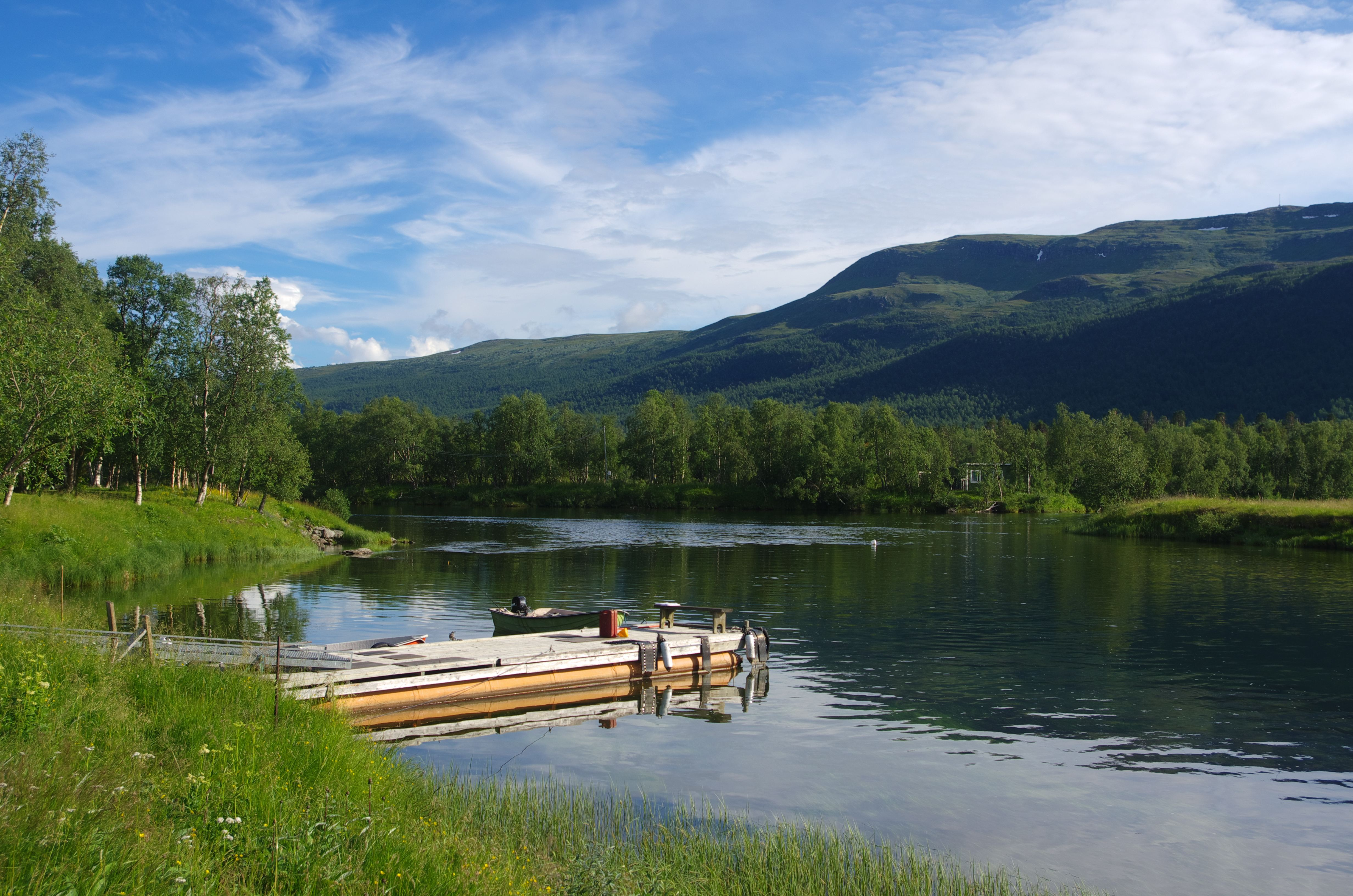
Yraftdeltat vid Bäverholmen.
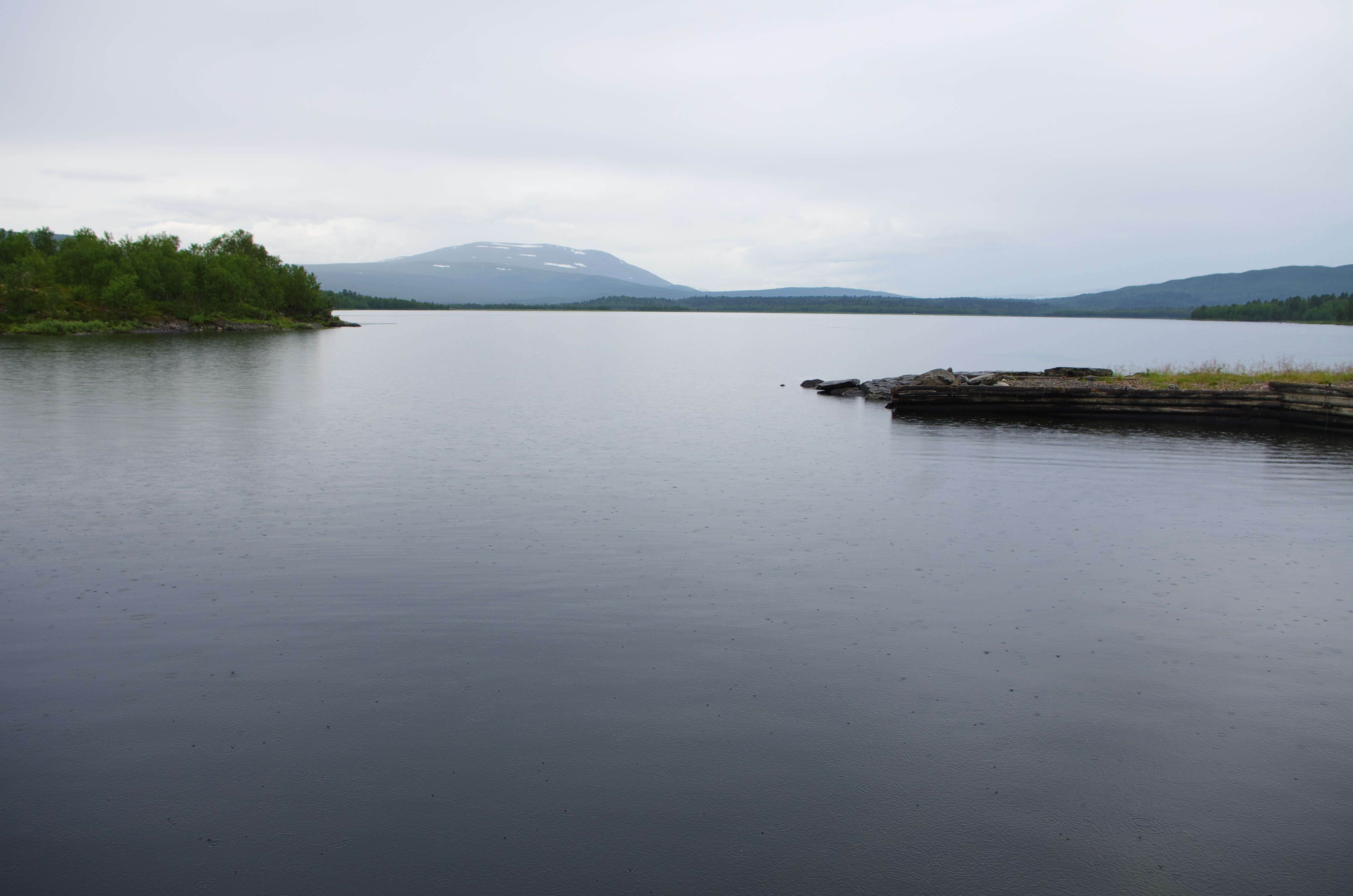
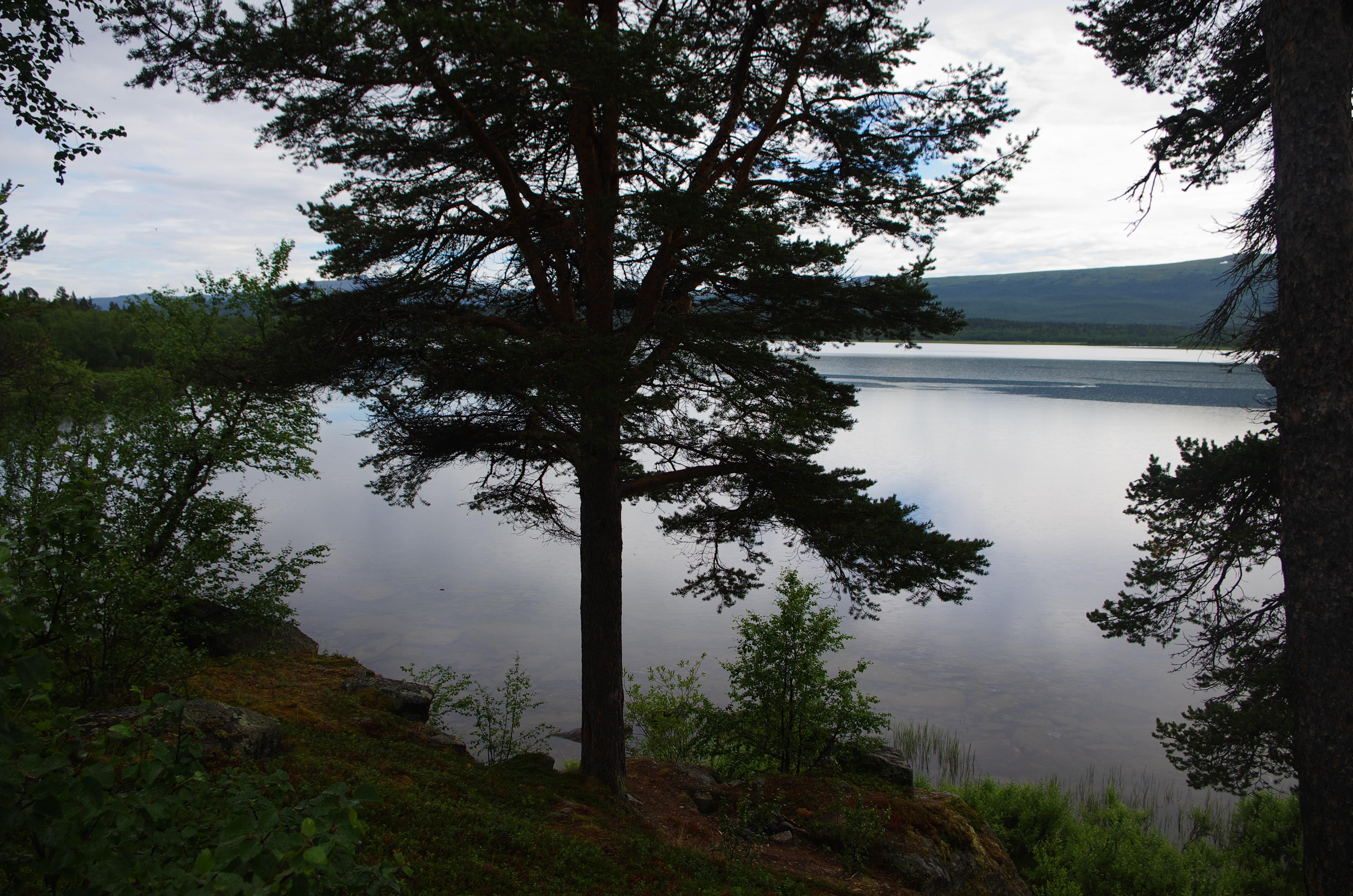